# ILP Contingent
El Partit Laborista Independent britànic (Independent Labour Party) va organitzar un contingent de voluntaris per lluitar en la Guerra Civil espanyola. El contingent va lluitar al costat del Partit Obrer d'Unificació Marxista (POUM) i entre els seus membres va incloure George Orwell, que posteriorment va escriure "Homenatge a Catalunya", relat basat en la seva experiència en aquests fets.

## Composició del contingent
El nucli principal del contingent de l'ILP format per uns 25 homes va partir d'Anglaterra l'1 de gener de 1937, sota la direcció de Bob Edwards, més tard diputat laborista al Parlament. L'ILP havia començat a organitzar voluntaris el novembre de 1936 després del retorn a la Gran Bretanya de Bob Edwards venint de lliurar una ambulància enviada a la milícia del POUM. Tot i que hi havia hagut cinc vegades més el nombre de voluntaris, l'ILP només va acceptar homes no casats pel seu contingent i 25 homes van abandonar la Gran Bretanya el 8 de gener, com a avantguarda d'una força major que s'enviaria més tard. No obstant això, l'endemà de la marxa del contingent, el govern britànic va anunciar que perseguiria qualsevol persona que anàs a lluitar a Espanya i l'ILP ja no va intentar reclutar més voluntaris.
En arribar a Barcelona, van tenir dues setmanes de formació molt bàsica, i se’ls va incorporar Bob Smillie, net del conegut socialista escocès i líder dels miners del mateix nom. Smillie havia estat a Barcelona treballant amb John McNair com a representant de la secció de Joventut de la Oficina Internacional per a la Unitat Socialista Revolucionària. Va convèncer McNair de deixar-lo inscriure quan arribà el contingent ILP i més tard va morir a València.
El contingent ILP es va ajuntar al contingent de parla anglesa del POUM, com a part de la centúria comandada per Georges Kopp. Un cop al front, el grup inicial de vint-i-cinc homes va ser enviat al Monte Oscuro, a la vista de Saragossa, uns 12 quilòmetres al sud-oest, on es van unir uns altres combatents que havien arribat al front unes quantes setmanes abans, inclòs Eric Blair, que encara no utilitzava el seu nom de ploma de George Orwell; un australià, Harvey Buttonshaw; un membre de la Lliga Obrera Revolucionària dels Estats Units, Wolf Kupinski; i Bob Williams, un gal·lès casat amb una espanyola que es va unir al grup amb el seu cunyat Ramon. Amb aquestes addicions i altres, el contingent ILP estava constituït per un grup d'entre trenta i trenta-cinc homes. Van marxar del front, amb la milícia del POUM, a mitjans de febrer de 1937 per prendre part al setge d'Osca, a uns 50 quilòmetres de distància.
Són prou coneguts els antecedents d'Eric Blair, la preparació escolar i a Eton i la seva experiència a Birmània com a agent de policia. Els antecedents dels altres membres del contingent eren diversos. Hi havia membres procedents de Sud-àfrica (Buck Parker), Estats Units (Harry Milton), Gal·les, Belfast (Paddy O'Hara), Chorley, Larkhall, Glasgow (Charles Doran), Anglesey, Manchester, Bristol (Tom Coles), Dartford, Bingley, Twickenham i Golders Green. Quatre d'ells havien lluitat a la Primera Guerra Mundial: Martin, que havia anat a Espanya conduint l'ambulància amb Edwards i que, per la seva experiència en artilleria, s'havia mantingut en el grup; Doran; Harry Thomas de Londres i Arthur Chambers, que van morir en combat el 1938 després de traslladar-se a la unitat de la CNT, pocs altres, a banda de Harry Webb, el portalliteres, i O'Hara, que van tenir formació en primers auxilis, havien tingut abans algun servei militar o experiència mèdica.

## Experiències de guerra
Arribats a la caserna Lenin de Barcelona, on inicialment estigueren allotjats, el 10 de gener es va formar un cercle de discussió. Si bé el grup de discussió es va centrar en qüestions polítiques, no es va preocupar només d'aquests temes. També es va designar un secretari social per "organitzar concerts i entreteniments" i es va triar un secretari d'esports organitzant un partit de futbol precipitat organitzat entre els membres de l'ILP i un equip de milícians.
La formació rebuda a la caserna va ser notòriament curta i a finals de gener, el contingent de l'ILP, com a secció britànica de la milícia del POUM, va començar el seu viatge fins a Lleida, on van ser visitats pel representant de la ILP a Espanya, John McNair, abans de marxar cap a la zona que envolta Osca al front d'Aragó, el 2 de febrer. Al front, el contingent es va fer càrrec de tres llocs avançats, a uns 100 metres de distància uns dels altres, units per unes trinxeres de comunicació. Els llocs avançats, al vessant dels turons que miraven cap a l'oest, es trobaven a uns dos-cents metres de les línies franquistes més properes als vessants oposats que miraven cap a l'est.
Bob Edwards, que publicava al New Leader, el setmanari de l'ILP, va voler emfatitzar els aspectes més “emocionants” del treball de la unitat. Va escriure sobre la comunicació a distància amb Blair, que mantenia la seva posició i es topava amb la deserció dels soldats franquistes. Les principals descripcions de lluita contra els feixistes, que apareixen tant a "Homenatge a Catalunya" com al New Leader, tracten d'un atac nocturn en el qual hi van participar alguns contingents amb resultat de ferides per a Reg Hiddlestone, Paddy Thomas i Douglas Thompson. Tot i això, la realitat de l'activitat del contingent era més banal. Consistia en gran manera en construir carreteres des del seu desguàs fins a la posició republicana més propera i crear un desguàs amb finalitats comunitàries on es podien reunir per parlar i rebre instruccions. En termes de combat militar, el contingent va produir accions relativament escasses.
Com més tard va dir Orwell:
Mentrestant, no va passar res, mai no va passar res. Els anglesos tenien el costum de dir que no es tractava d'una guerra, sinó d'una pantomima sagnant.

## Supressió del POUM
Tot i que el contingent de l'ILP no va tenir un paper important en el bàndol republicà de la Guerra Civil espanyola, va estar involucrat de manera famosa i controvertida en els esdeveniments al voltant de l'enfrontament conegut com "els fets de maig de 1937" de Barcelona.
El contingent de l'ILP, tot i que era a Barcelona, es va dividir en grups durant aquest combat i cap dels seus components va participar en els combats de manera directa. No obstant això, la importància dels fets de Barcelona per a l'ILP no radica tant en els propis fets com en la reacció subsegüent a la situació. Immediatament després dels esdeveniments, la premsa comunista estalinista (PCE i PSUC) va començar a atacar el POUM, afirmant que eren els únics responsables dels combats i que estaven concertats amb els feixistes per a fer-ho. Aquestes acusacions també es van publicar ràpidament al Daily Worker, que aparegué l'11 de maig. El New Leader, publicació de l'ILP, del 21 de maig, va fer un extens comentari sobre la "contrarevolució a Espanya". El secretari general de l'ILP, Fenner Brockway, argumentava que els comunistes estaven al costat equivocat de les barricades i que ara estaven "compromesos en la defensa de la propietat", suggerint que els partits comunistes no només a Espanya, sinó a tot arreu, havien deixat de ser partits revolucionaris. El Partit Comunista va respondre acusant l'ILP de “participar en l'aixecament feixista”.
El 16 de juny, el POUM va ser declarat il·legal, acusat de col·laborar amb l'enemic. Els seus líders van ser arrestats i Andreu Nin assassinat. El líder de l' ILP, John McNair, va arribar a Barcelona el 18 de juny, amb diners i documents per organitzar l'evacuació del contingent ILP, però va ser arrestat immediatament com a "agent del POUM". Va ser alliberat quan va poder demostrar la seva identitat. Després es va amagar amb Orwell i Cottman i va aconseguir marxar. La majoria de la resta del contingent va tornar a Gran Bretanya durant els propers sis mesos.
Mentrestant, a la Gran Bretanya, la premsa del Partit Comunista havia acusat tant l'ILP com el POUM de ser agents del feixisme. La premsa va publicar dues entrevistes amb l'ex-membre del contingent Frank Frankford declarant que havia estat testimoni de la confraternització al front amb l'enemic, que Georges Kopp rebia les seves ordres a Osca i que els facciosos franquistes fins i tot van subministrar armes al POUM.
La situació dels membres del contingent de l'ILP a Espanya es va mostrar extremadament incòmoda pels atacs brutals contra el POUM i s'hi va fer més de manera progressiva, ja que els comunistes estalinistes van fer prohibir el "partit germà" de l'ILP que era el POUM. L'ILP va fer esforços considerables per aconseguir que els seus membres retornassin a casa seva de manera segura i quer que els seus homes tornassin furtivament a casa seva escapant de l'arrest policial. Per exemple, Cottmann, McNair, Blair i la seva esposa Eileen O'Shaughnessy, que havien treballat per a McNair a l'oficina de l'ILP, van passar la frontera mitjançant per tren passan com a empresaris anglesos adinerats.
De les persones estretament relacionades amb el contingent ILP, van preocupar especialment l'arrest de Kopp, el comandant de la unitat, i de Milton, un dels membres nord-americans del contingent. Tot i això, ambdós van ser alliberats. Milton no va passar gaire temps a la presó, ja que McNair va aconseguir la seva posada en llibertat. Kopp, per la seva banda, malgrat l'intent d'intervenció en nom seu per part de l'ILP, va romandre a la presó durant divuit mesos més. Tanmateix, el cas més important va ser el de Bob Smillie que va morir a la presó de València, oficialment d'apendicitis, el 13 de juny. La mort d'Smillie ha estat envoltada de misteri i ha estat objecte de moltes especulacions, centrades en les acusacions que els comunistes "l'havien mort". Tot i que el tema continua sent controvertit, les recerques recents solen coincidir amb les conclusions de l'informe oficial de l'ILP realitzat per David Murray de Motherwell ILP, que van trobar que les autoritats eren culpables de desatenció en lloc de violència o malícia directa.
Smillie, el primer estranger vinculat al POUM que va ser víctima mortal de la repressió estaliniana, havia estat detingut a la frontera francesa acusat de "portar armes", ja que es va trobar una bomba de mà entre els diversos records que duia.
El novembre de 1937, hi havia 15.000 presos antifeixistes a les presons de la República, i aproximadament uns 1.000 d'ells eren del POUM. L'oposició comunista de dreta i altres agrupacions marxistes van organitzar una campanya internacional en solidaritat amb els presos del POUM que probablement va contribuir a salvar els seus líders d'una sort similar a la d'Andreu Nin. L'IBRSU (Centre Marxista Revolucionari Internacional) també va enviar diverses delegacions a Espanya per visitar els presos del partit i intentar assegurar-ne l'alliberament, el primer gruo encapçalat pel seu secretari general, Fenner Brockway. A l'agost, va arribar una altra delegació, que incloïa el diputat de l'ILP James Maxton. El novembre va arribar una tercera delegació dirigida per un altre parlamentari de l'ILP, John McGovern.
Malgrat la supressió del POUM, no tot el contingent de la ILP va tornar a casa immediatament. Arthur Chambers, Bob Williams i Reg Hiddlestone van continuar lluitant a Espanya. Williams va tornar a casa el desembre de 1938 després de ser ferit tres vegades, Hiddleston va ser el darrer membre del contingent a marxar de Catalunya, tornant a casa el febrer del 1939, sortint de Barcelona només unes hores abans que caigués. Chambers va ser l'únic membre del contingent de l'ILP mort en combat a Espanya quan va ser abatut per un franctirador l'agost de 1938, després de ser transferit a una unitat de Confederació Nacional del Treball (CNT).

## ILP Contingent
- Agnew, John
- Avory, Lewis Ernest[4]
- Bennett, William[4]
- Blair, Eric (George Orwell), caporal; ferit el 20.5.37
- Braithwaite (Branthwaite), John
- Buttonshaw, Harvey
- Castle, Les[4]
- Chambers, Bill, caporal, mort després de traslladar-se a una altra unitat el 8/37
- Clarke, William[4]
- Clinton, Arthur, ferit el 3/37
- Coles, Tom
- Connor, Jock[4]
- Cottman, Stafford
- Donovan, (Paddy) John, sergent
- Doran, Charles
- Edwards, Bob, conductor de l'ambulància de l'ILP el 9/36; Capità del POUM: va tornar a Gran Bretanya el març de 1937 per a la conferència de l'ILP, però a causa de la política anti-voluntariat britànica no va poder tornar a Catalunya
- Evans[4]
- Farrell, James[4]
- Frankford, Frank
- Gross, George
- Hiddlestone, Reg, ferit a l'atac nocturn del 4/37
- Hunter, Philip, lesió a les cames el 4/37
- Jones, Uriah, va servir fins a principis de 1938; després de la dissolució de la milícia del POUM es va unir a una unitat del PSUC
- Julius[4]
- Justessen, Charles[4]
- Kupinsky/i, Wolf, ("Harry Milton"), a la presó Model de Barcelona el 13.8.37. Alliberat després de la pressió del consolat nord-americà
- Levin, Louis[4]
- McDonald, Robert[4]
- Mcneil, Hugh
- Martin, W. B. - conduí una ambulància de Gran Bretanya a Aragó el setembre de 1936. Havia estat artiller a la primera guerra mundial i va ser encarregat d'una secció d'artilleria de 60 homes
- Moyle, Douglas
- O’Hara, Patrick, first aid
- Parker, Thomas "Buck", caporal, ferit el 4/37
- Ramon[4]
- Ritchie, John
- Smillie, Bob mort a la presó de València
- Smith James J[4]
- Stearns, Douglas Clark[4]
- "Tanky" (James Arthur Cope)[4]
- Thomas, Harry, Welshman ferit en atac nocturn el 4/37
- Thomas, Parry[4]
- Thompson, Douglas, ferit en atac nocturn el 4/37
- Webb, Harry
- Williams, Bob
- Wilton, Mike
- Wingate, Sybil, es va incorporar al contingent ILP (ja era a Barcelona) com a infermera.